# Sedile di Porta
Il sedile di Porta è un sedile ubicato a Sorrento.

## Storia
Il sedile di Porta, così chiamato in quanto posto nei pressi della porta maggiore di accesso a Sorrento, venne costruito in epoca medievale per ospitare le riunioni dei cittadini patrizi. Nel 1319, a seguito delle violente liti, che portarono anche all'uso di armi, alcune famiglie, abbandonarono il sedile per costruirne uno nuovo, lungo via San Cesario, denominato Dominova. Il sedile di Porta fu restaurato sia nel XVII secolo che nel XVIII secolo, grazie alle donazioni dei nobili iscritti.
Con la dismissione dei sedili nel 1800, subì importanti modifiche strutturali che lo portarono a diventare prima un carcere, poi un posto di guardia per le milizie urbane e infine circolo privato.

## Descrizione
Il sedile, profondamente mutato rispetto al suo aspetto originale, è posto all'angolo tra piazza Tasso e via San Cesario. L'unico elemento riconoscibile è, lungo via San Cesareo, un arco a tutto sesto, tompagnato, con colonne in piperno, di cui restano visibili anche i capitelli. Sulla facciata che guarda piazza Tasso è posto un orologio risalente al 1882. Una veduta del sedile nelle sue forme originali è visibile in un dipinto custodito presso la chiesa dei Servi di Maria.